# Diospyros egrettarum
Diospyros egrettarum I.Richardson, 1980 è una pianta della famiglia delle Ebenacee, endemica di Mauritius.

## Descrizione
Diospyros egrettarum è un arbusto o piccolo albero che può raggiungere i 3–5 m di altezza.
I frutti sono ovali, lunghi circa 3 cm, contenenti otto grandi semi, immersi in una polpa appiccicosa, e racchiusi in un duro esocarpo.

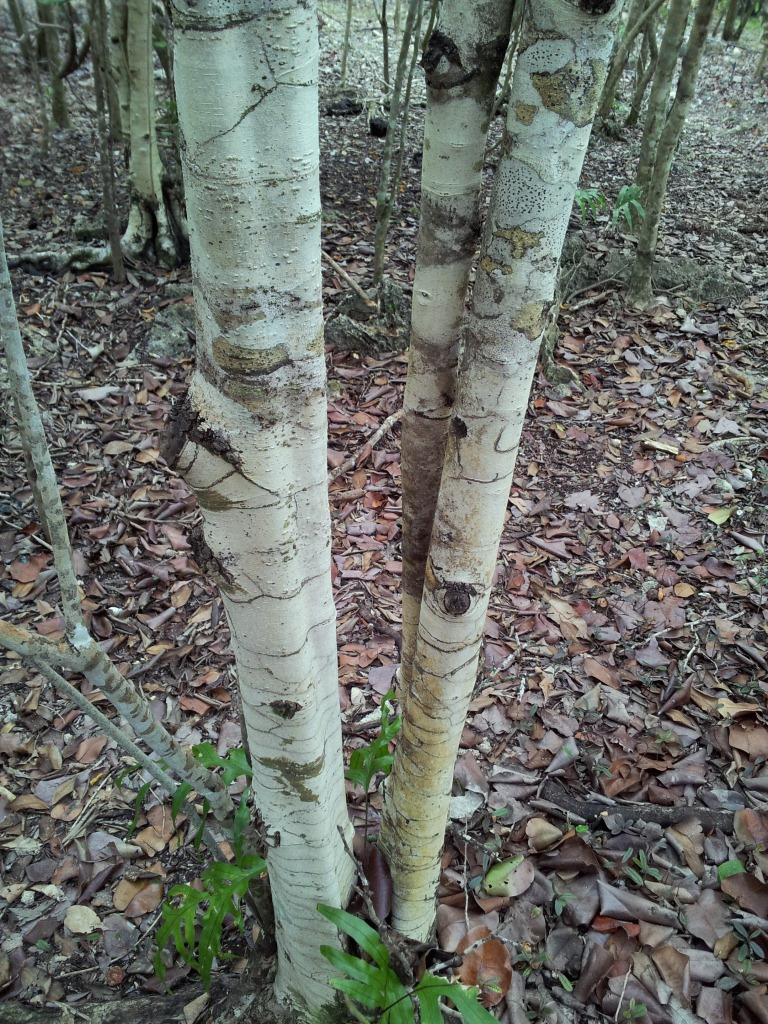
Fusti
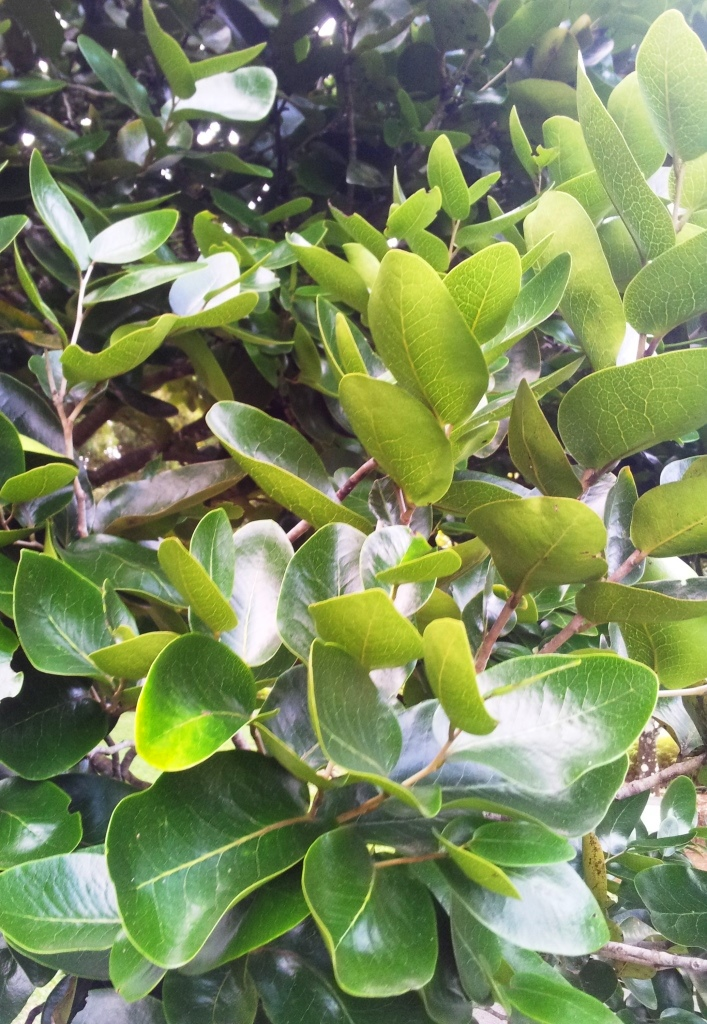
Foglie
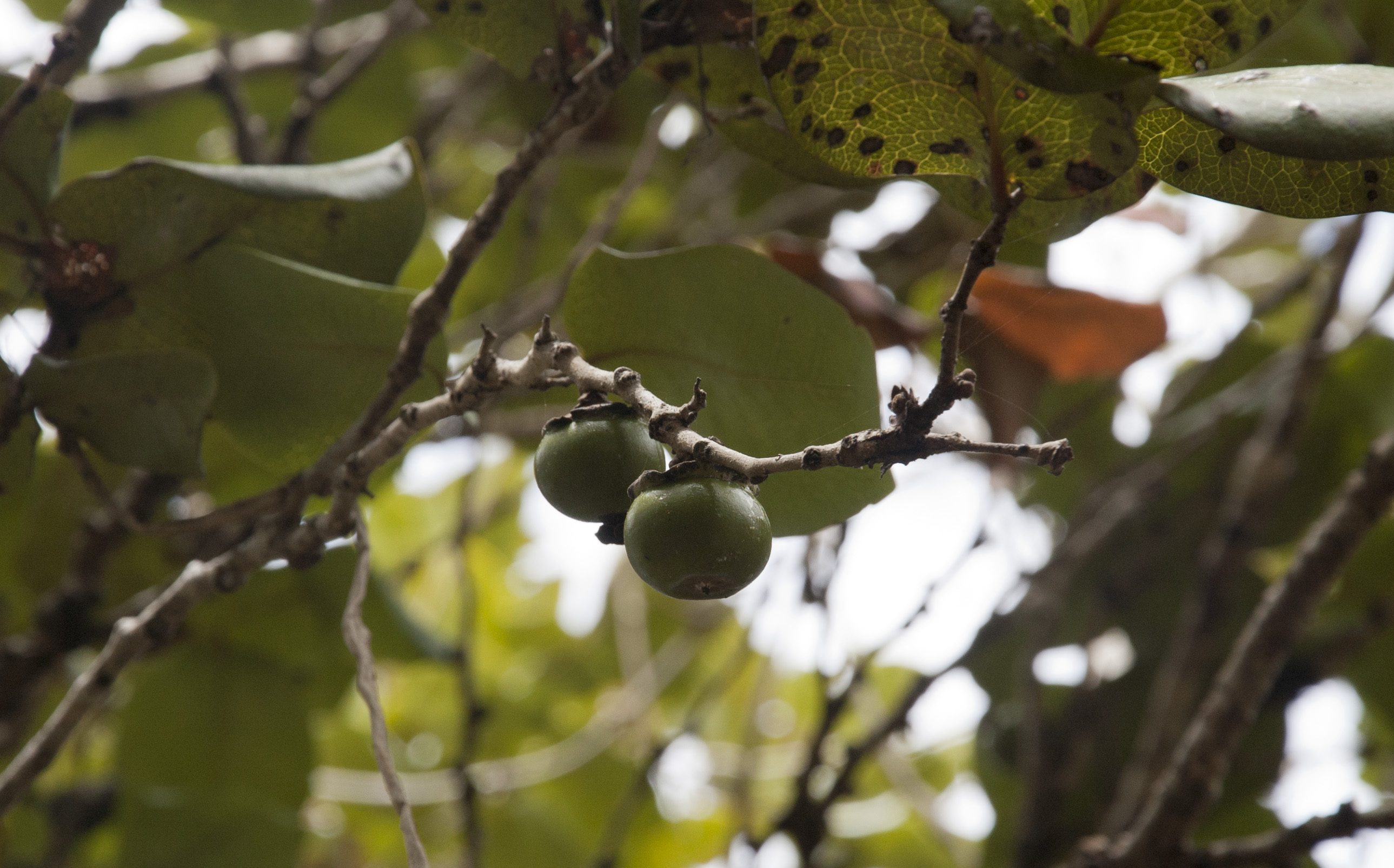
Frutti
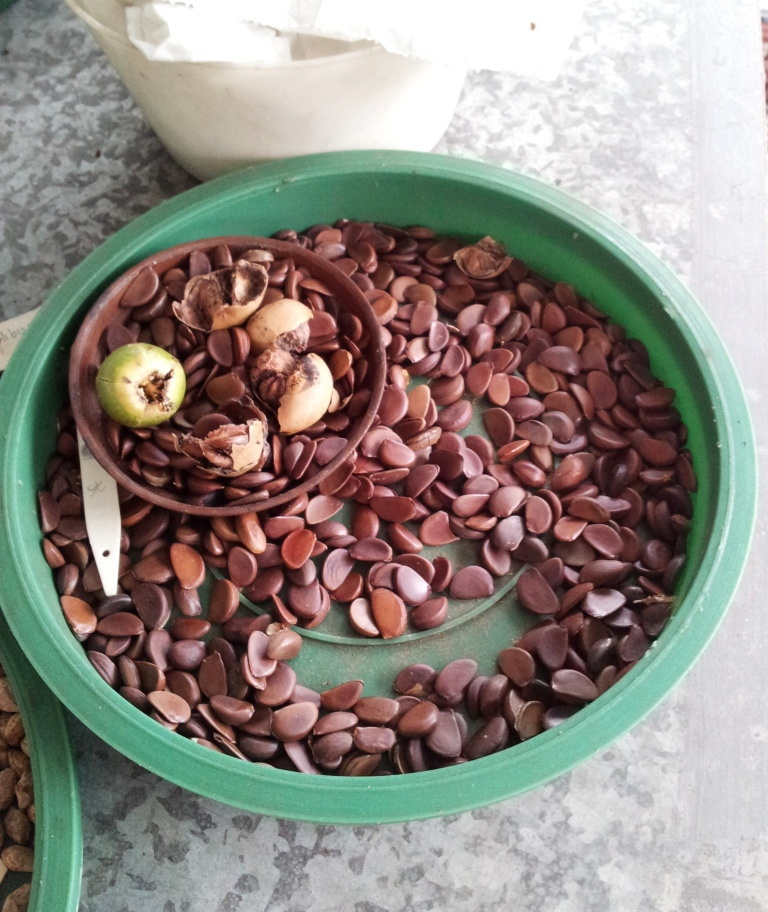
Frutti e semi
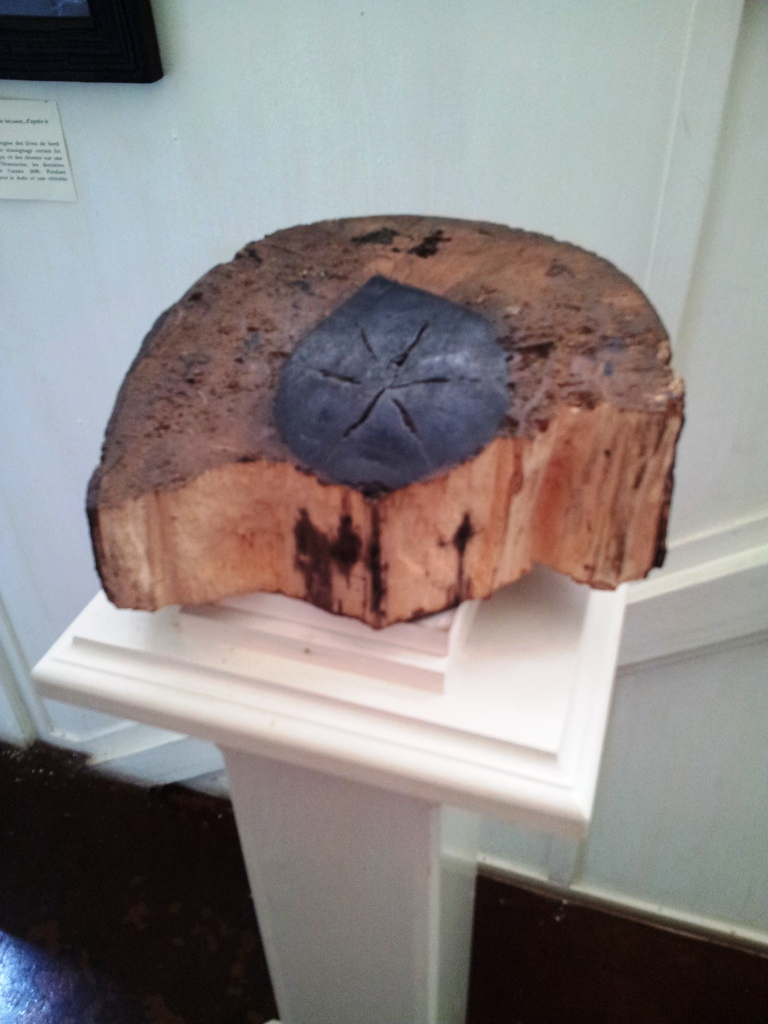
Sezione del tronco

## Distribuzione e habitat
Un tempo molto diffusa sull'isola di Mauritius, questa specie è stata, al pari di molte altre specie di ebano, intensamente sfruttata per la produzione di legname pregiato, e ciò ha fatto sì che la sua presenza sull'isola madre si riducesse a poche decine di esemplari, concentrati in due popolazioni frammentate, sulla costa orientale dell'isola. L'unica popolazione cospicua si trova sull'Île aux Aigrettes, un isolotto corallino che sorge nei pressi della costa sud-orientale.

## Biologia
La dispersione dei semi di questa specie era un tempo affidata a due rettili frugivori di grossa taglia, entrambi estinti: lo scinco gigante di Mauritius (Leiolopisma mauritiana) e le tartarughe giganti del genere Cylindraspis, che si nutrivano dei suoi frutti. La loro estinzione ha creato seri problemi alla sopravvivenza di Diospyros egrettarum. Al fine di favorire la rigenerazione della popolazione presente sull'Île aux Aigrettes, è stato introdotto sull'isola un gruppo di tartarughe giganti di Aldabra (Aldabrachelys gigantea) che si sono rivelate efficaci nel favorire la dispersione dei semi; il passaggio dei semi attraverso l'intestino della tartaruga ne aumenta infatti la germinabilità.

## Conservazione

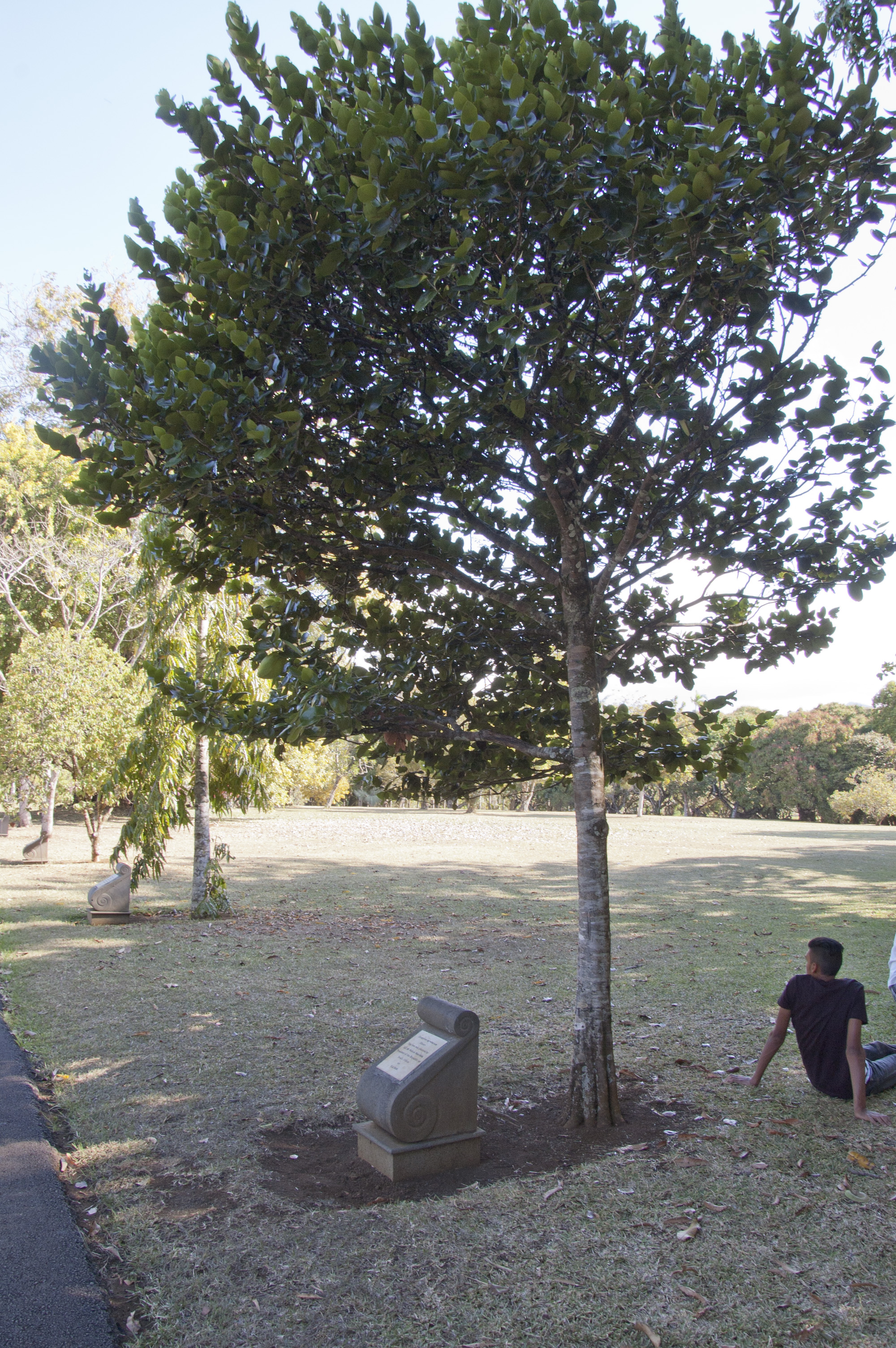
Orto botanico di Pamplemousses, esemplare di D. egrettarum messo a dimora da Nelson Mandela

Per la ristrettezza del suo areale la IUCN Red List classifica Diospyros egrettarum come specie in pericolo di estinzione (Endangered).
Le due popolazioni presenti sull'isola madre ricadono la prima all'interno dell'area di un resort alberghiero e l'altra in un'area degradata alle pendici dei Monti Bambous, nei pressi del centro abitato di Bambous. La popolazione all'interno dell'Île aux Aigrettes, la più cospicua, è protetta all'interno della omonima Riserva naturale affidata alla gestione della Mauritian Wildlife Foundation.
Esemplari di questa specie si trovano nel mondo solo in cinque orti botanici. Tra di essi merita di essere menzionato l'Orto botanico di Pamplemousses ove esiste un esemplare messo a dimora dal leader sudafricano Nelson Mandela.